# Tweemaster
Een tweemaster is een zeilschip met twee masten, de schepen kunnen zowel dwars- als  langsgetuigd zijn.

## Typen
Over het algemeen waren tweemasters kleinere schepen, bij de VOC vaak in dienst als belader, begeleider of dienstschip.
De meest voorkomende tweemasters zijn van het type brik, paketboot, pinas (soms met achter een kleine derde mast), 
brigantijn, kofschip, vlieboot, tjalk, snauwschip en smak.
Ook fregatten uit de 17e en 18e eeuw werden wel uitgerust met twee masten. 
Bomschuiten, klippers, loggers en andere kleinere kust- en rivierschepen waren eveneens vaak tweemasters, tegenwoordig (2022) zijn het vooral de grotere zeiljachten.
Bij de tweemaster is de achterste mast meestal het hoogst, bij een driemaster is dat de middelste.

## Afbeeldingen

### Dwarsgetuigd

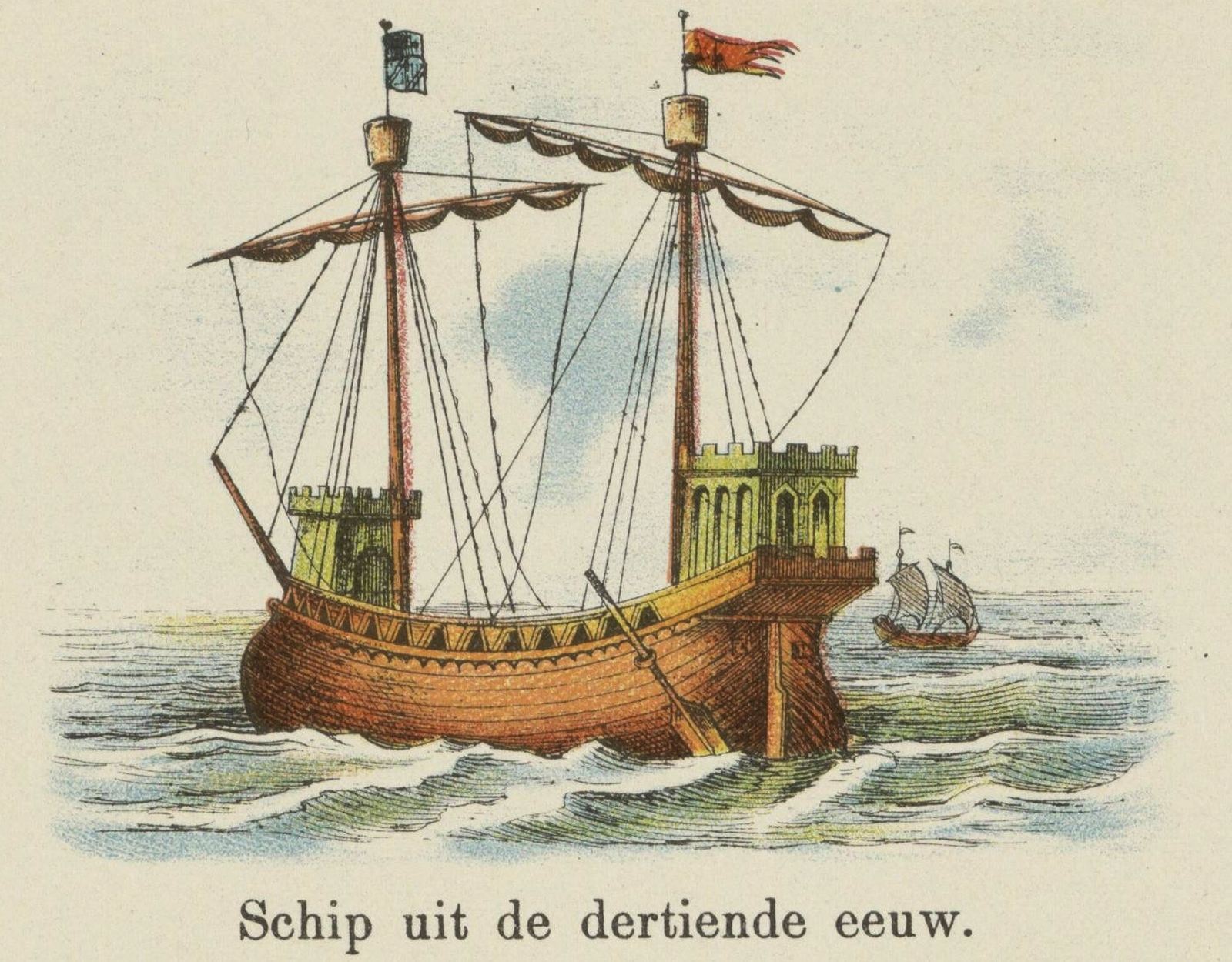
Tweemaster 13e eeuw
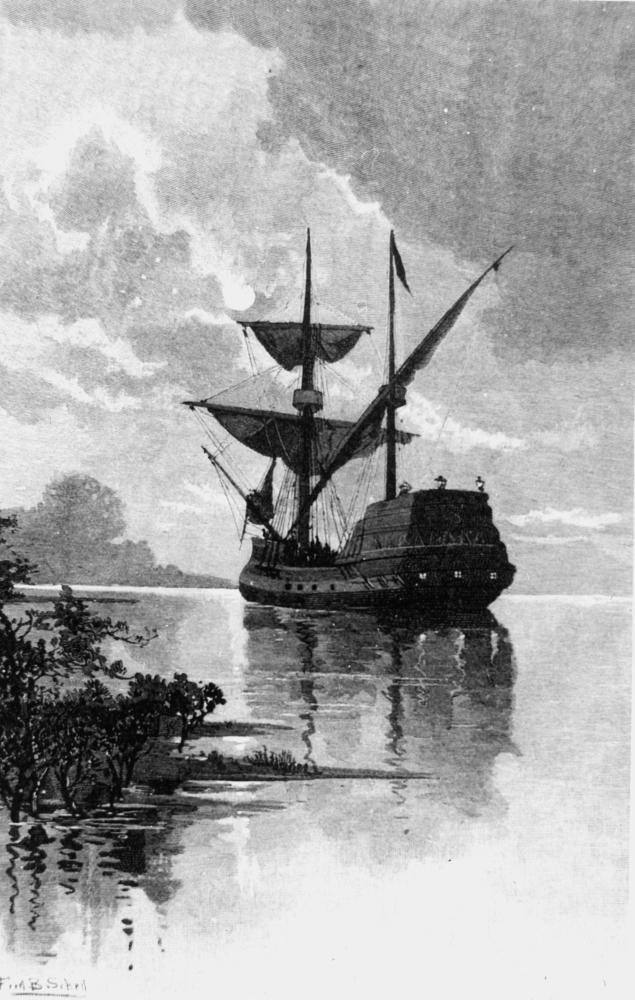
Duyfhen
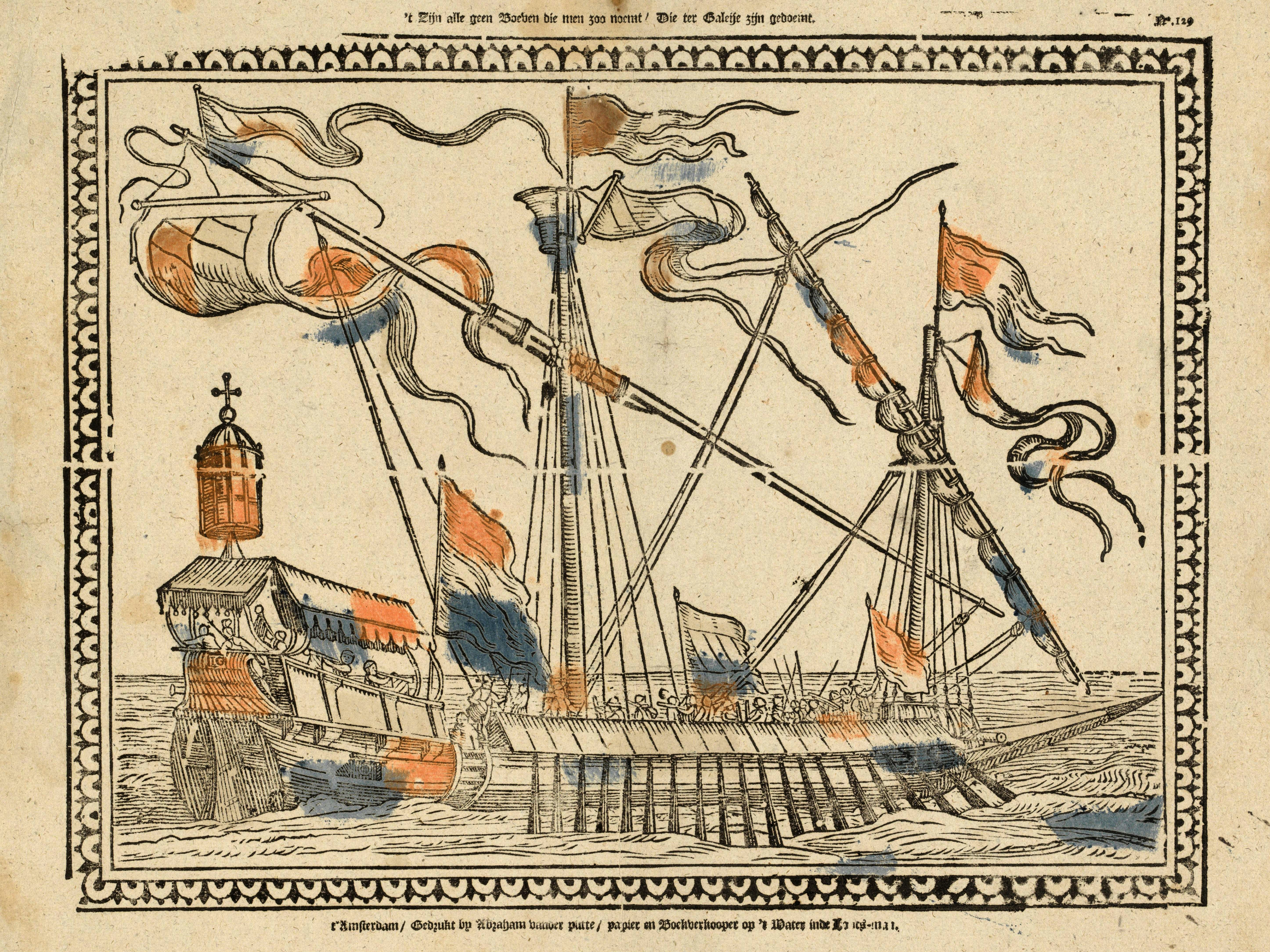
Galei
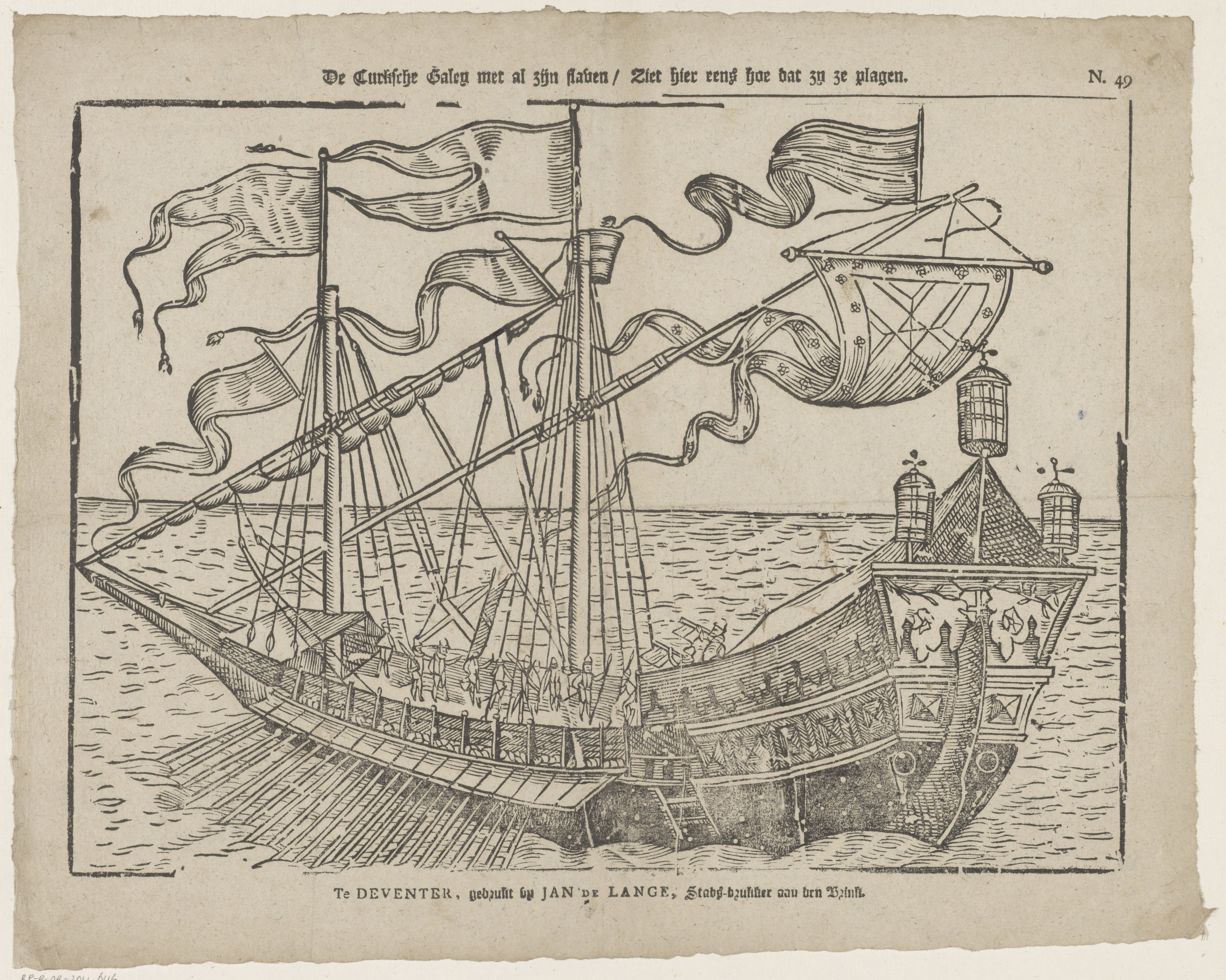
Turksche Galey
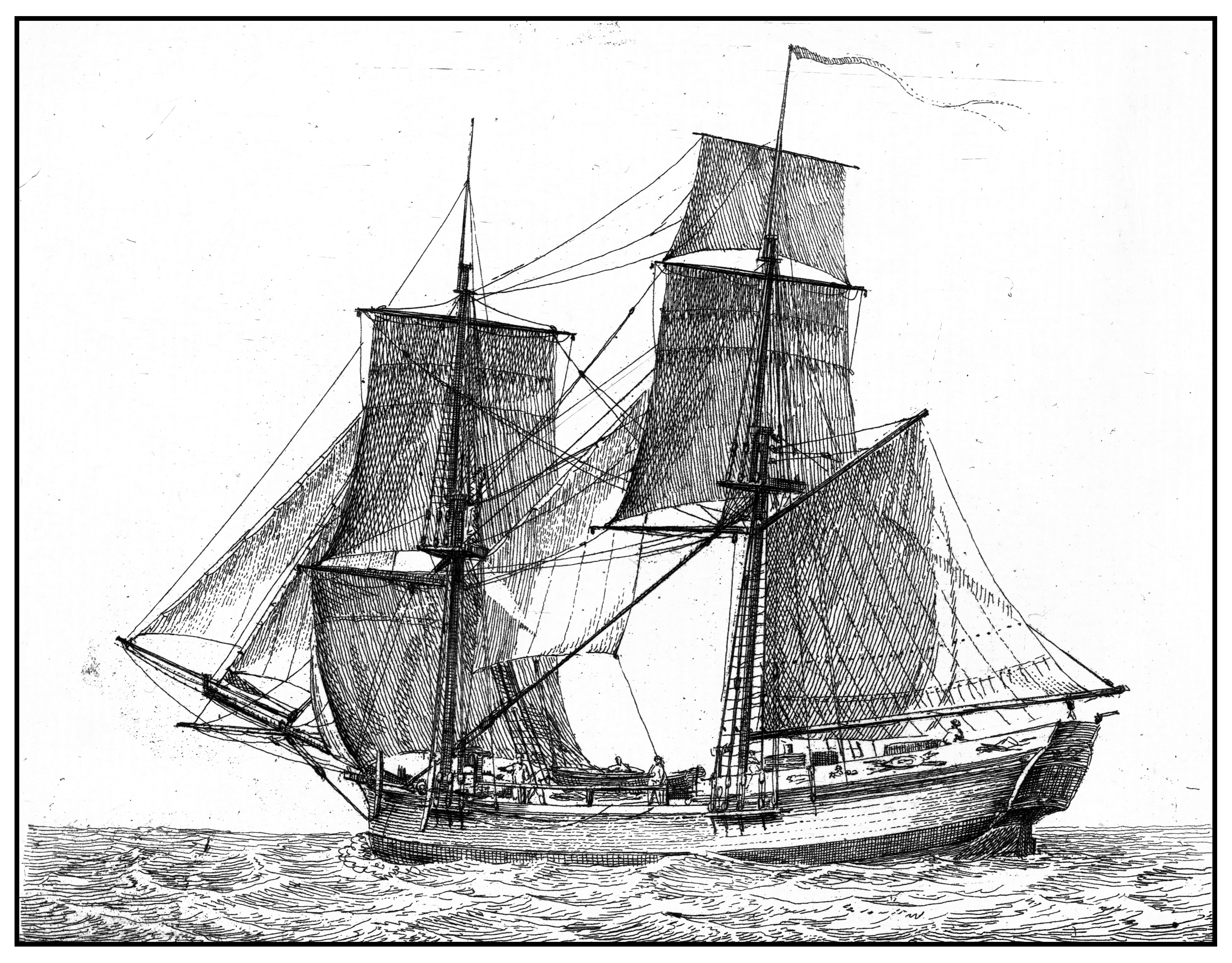
Tweemaster Bark
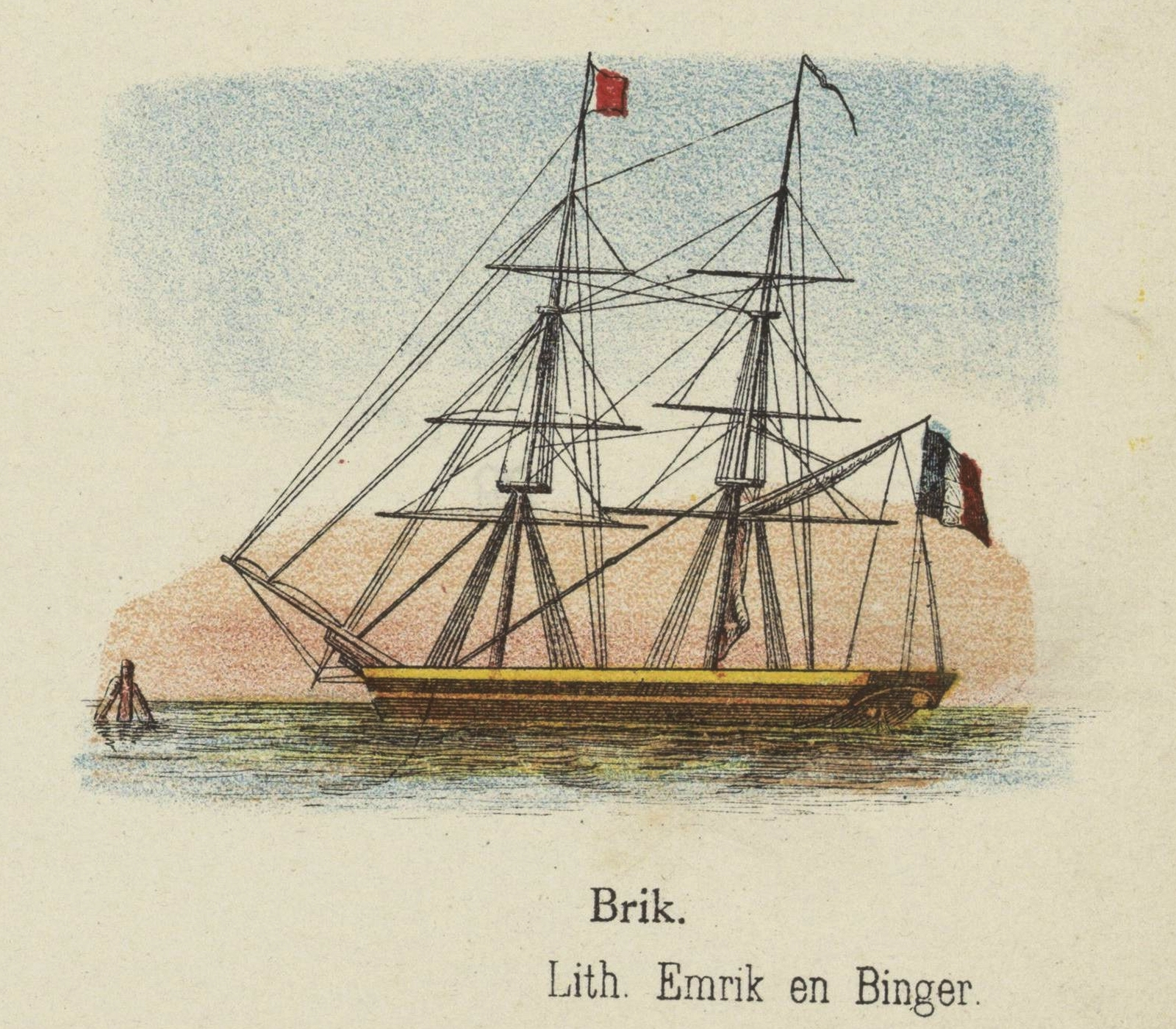
Brik
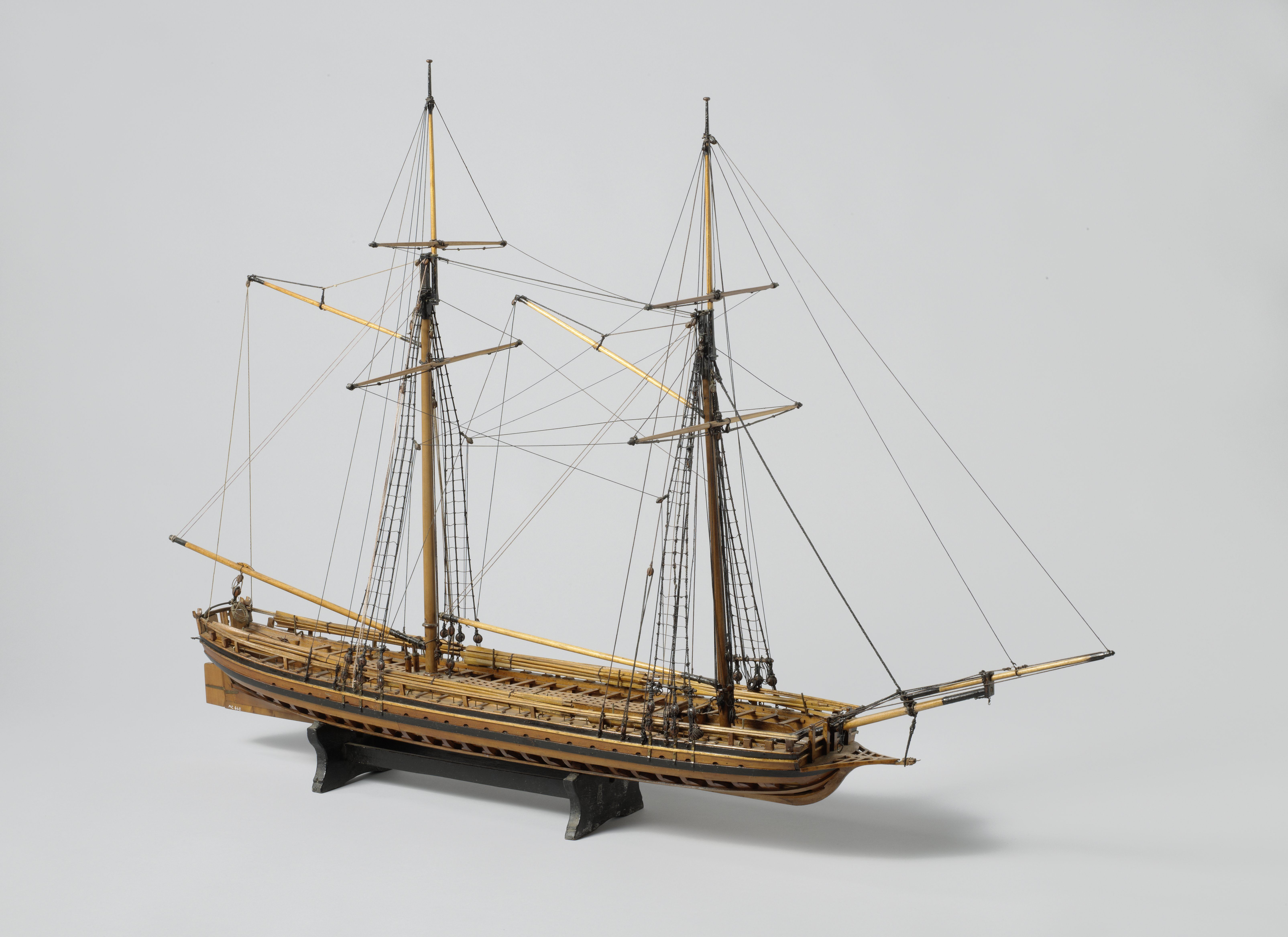
Kanonneergalei
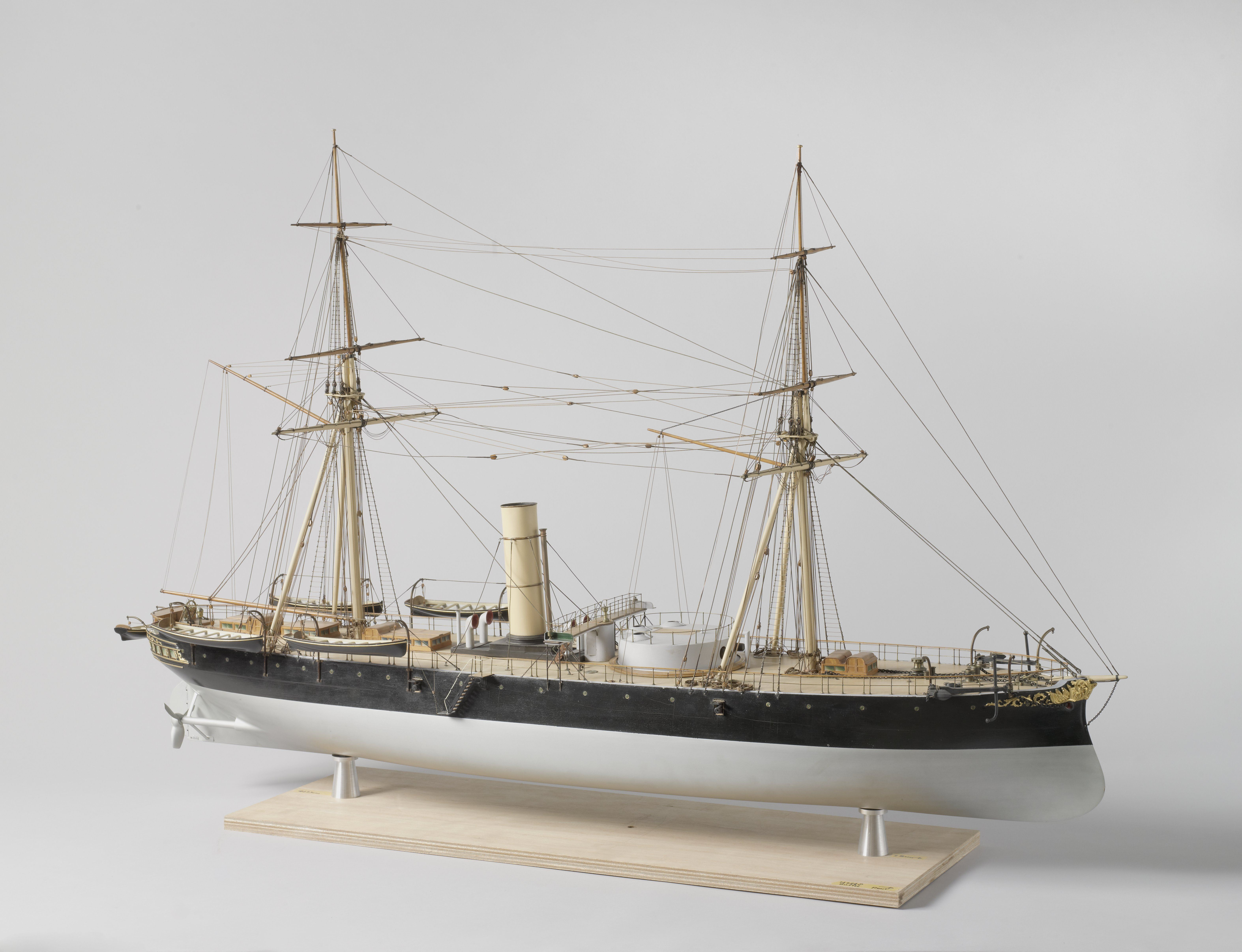
Ramtorenschip
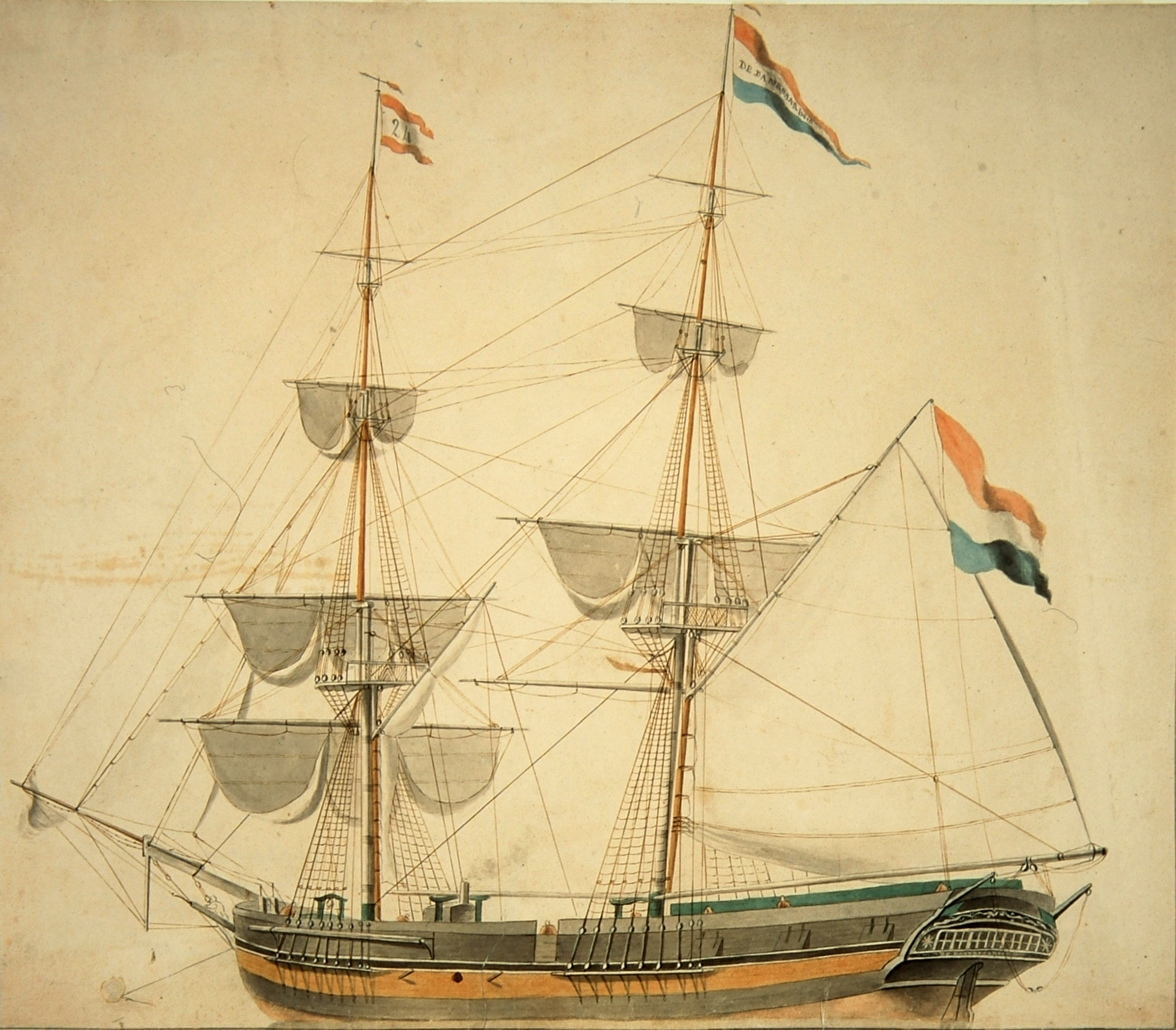
Brik de Dankbaarheid
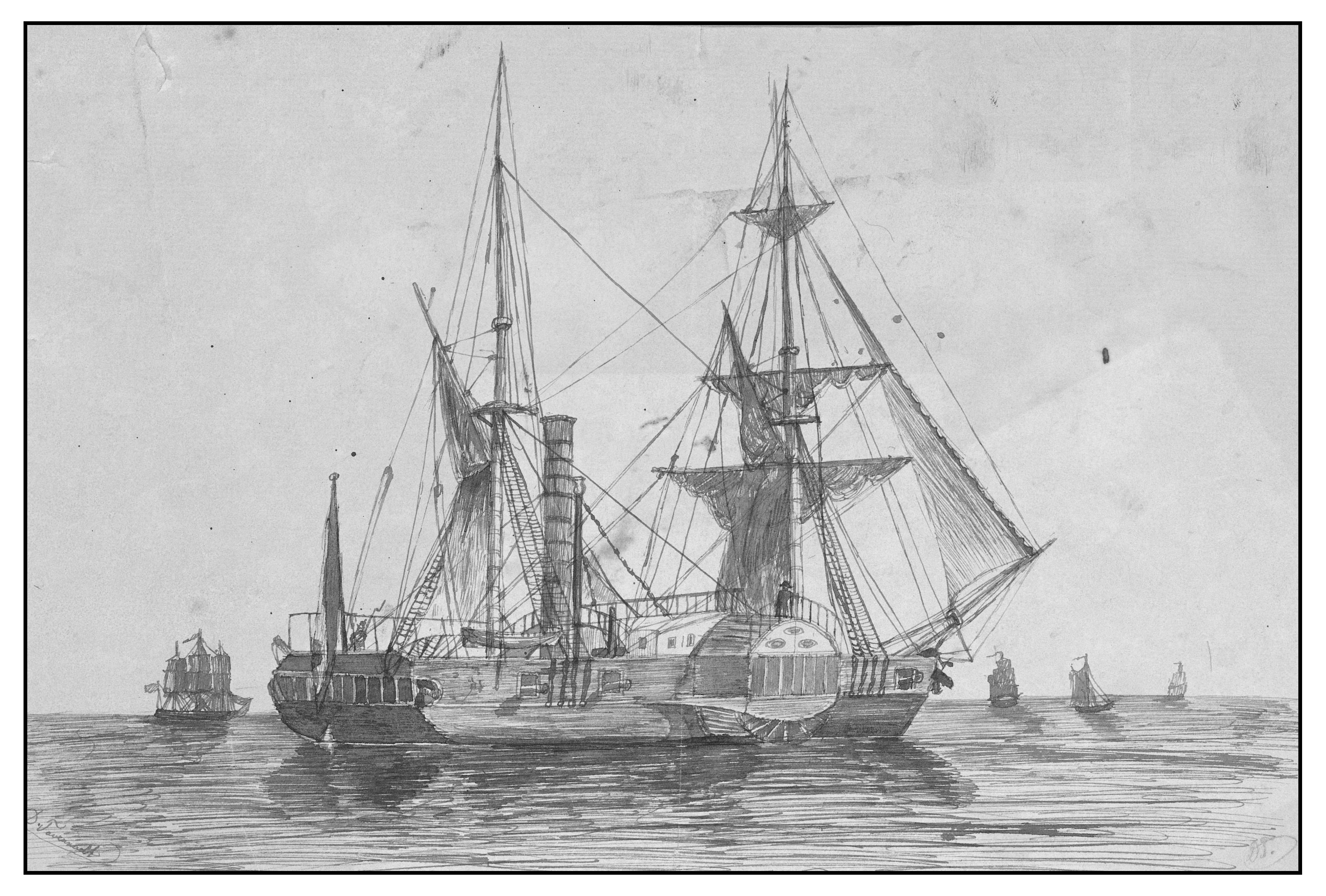
Tweemaster Stoomschip Marianna

### Langsgetuigd

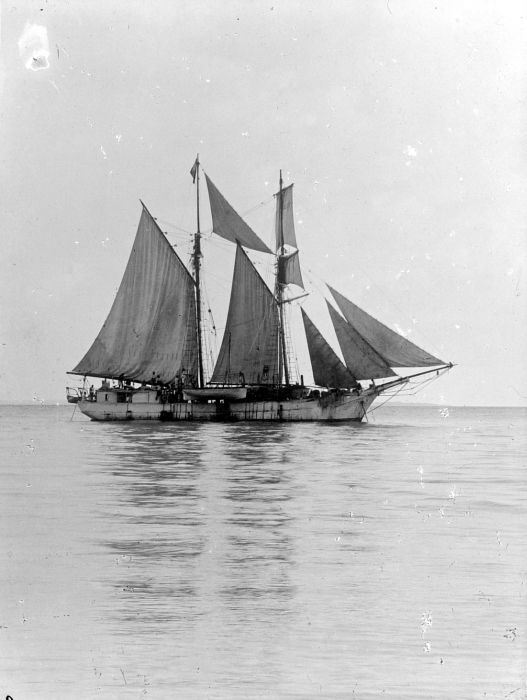
Schoener
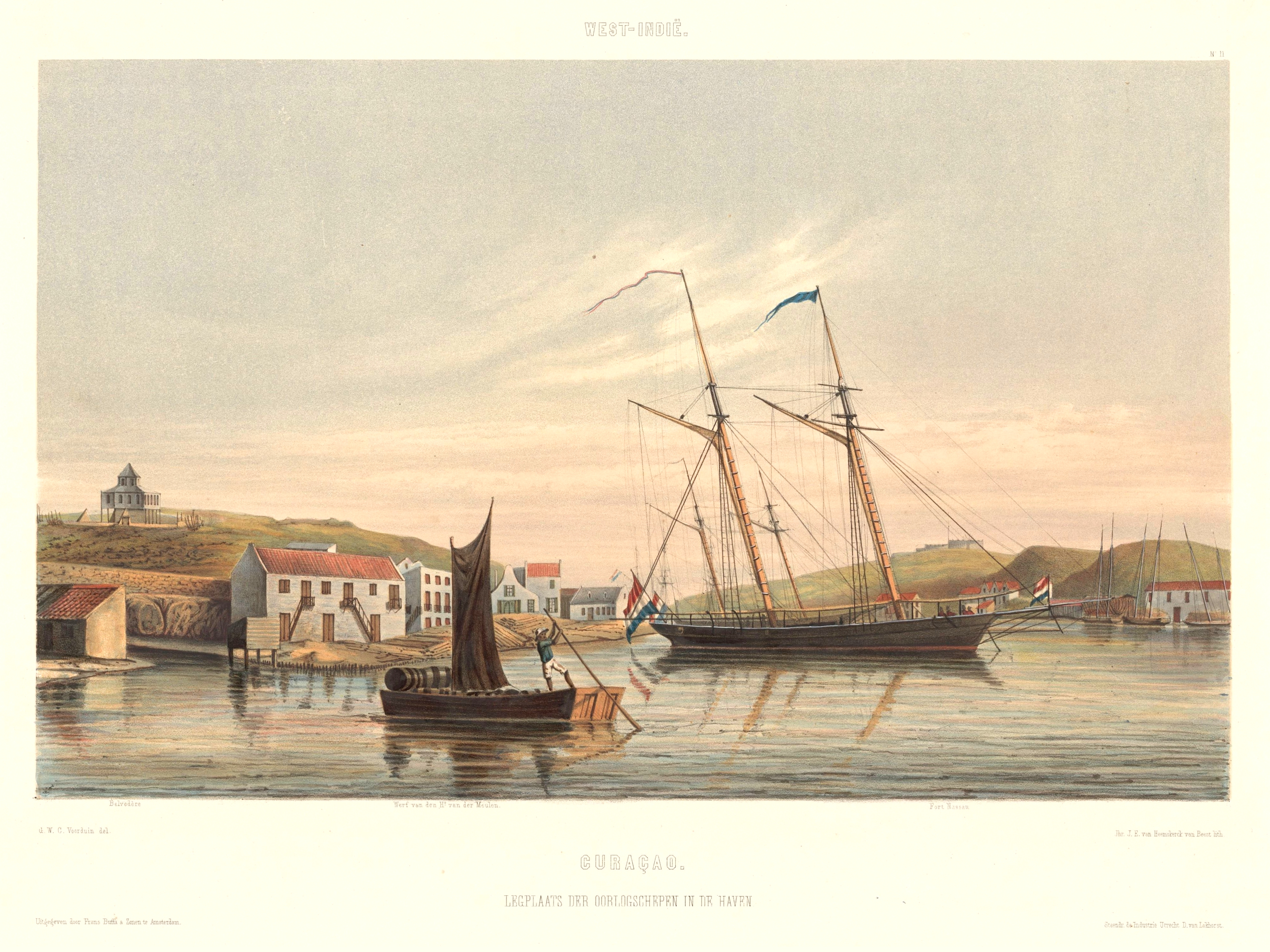
Schoener
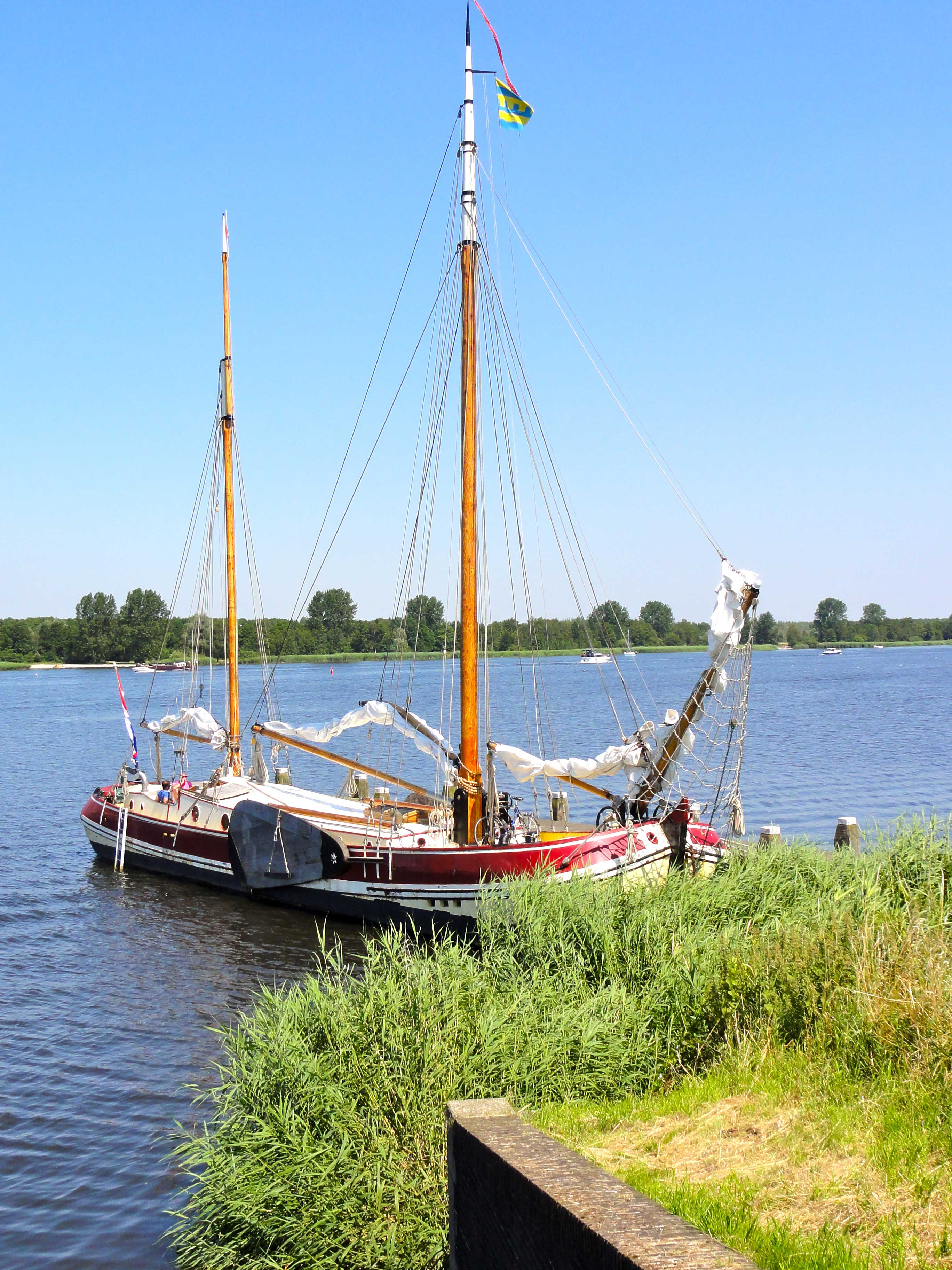
Tjalk (recreatief gebruik
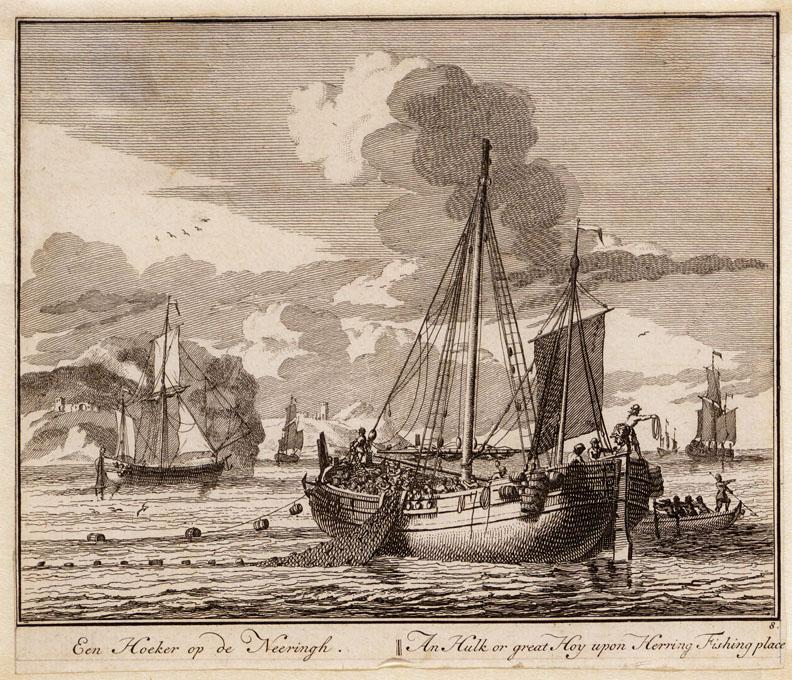
Hoeker
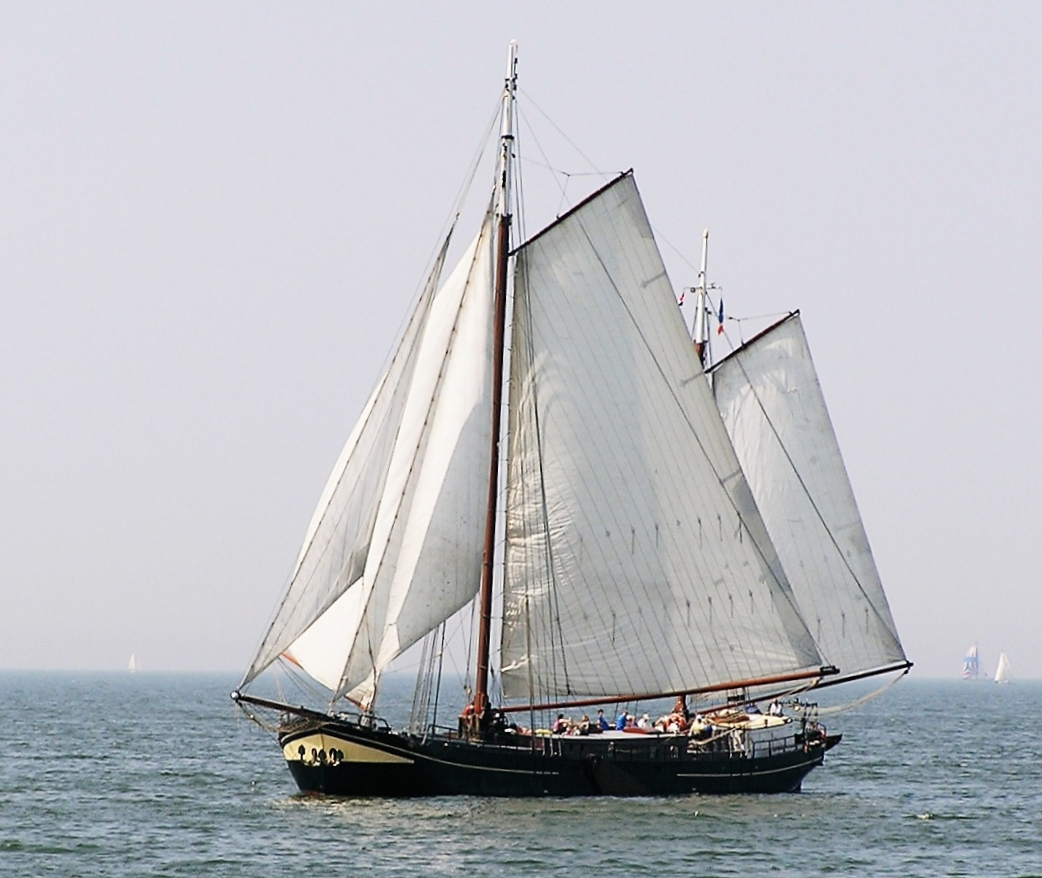
IJsselmeerschip
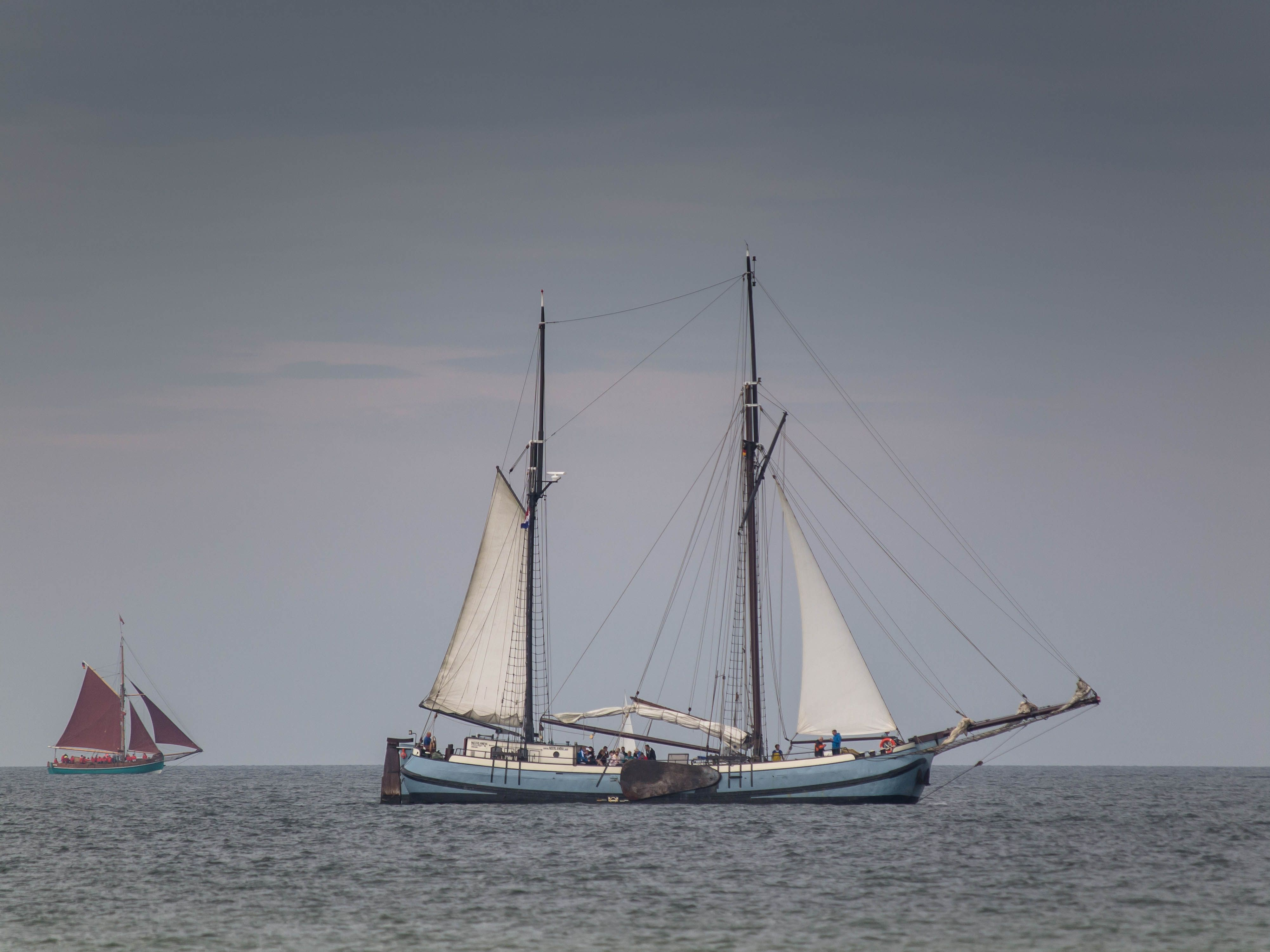
Koftjalk "Neerlandia"
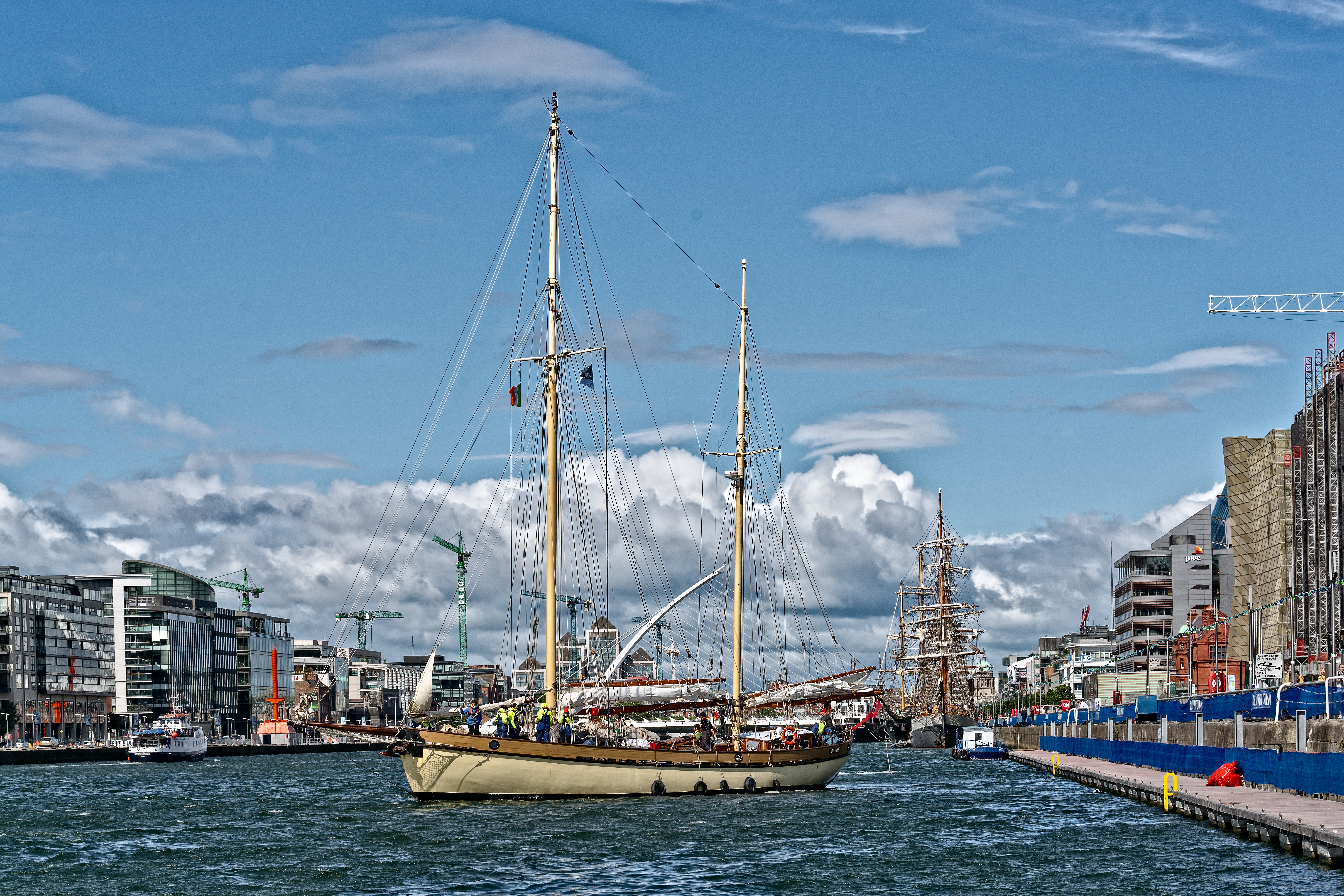
zeiljacht voor toeristen
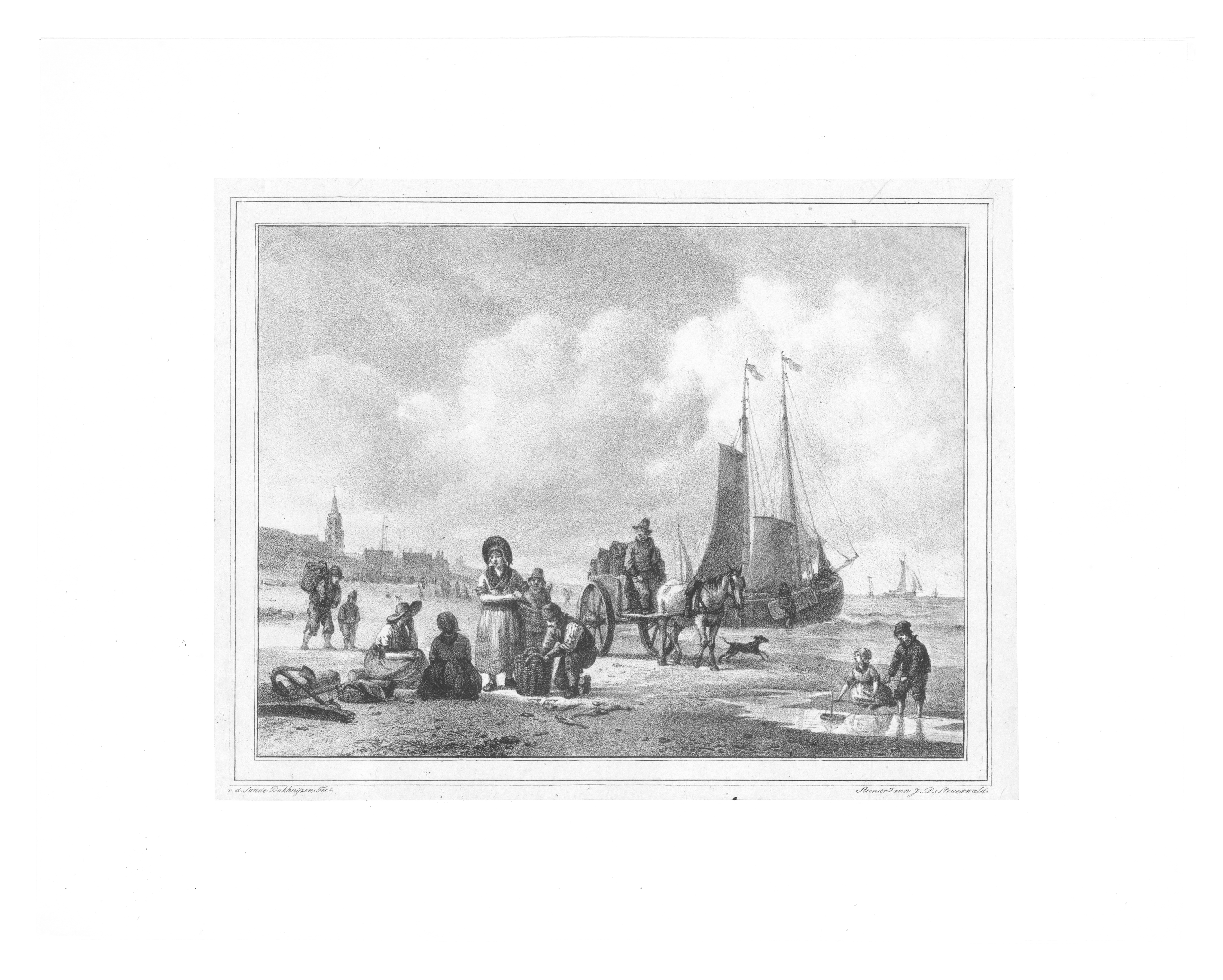
Bomschuit
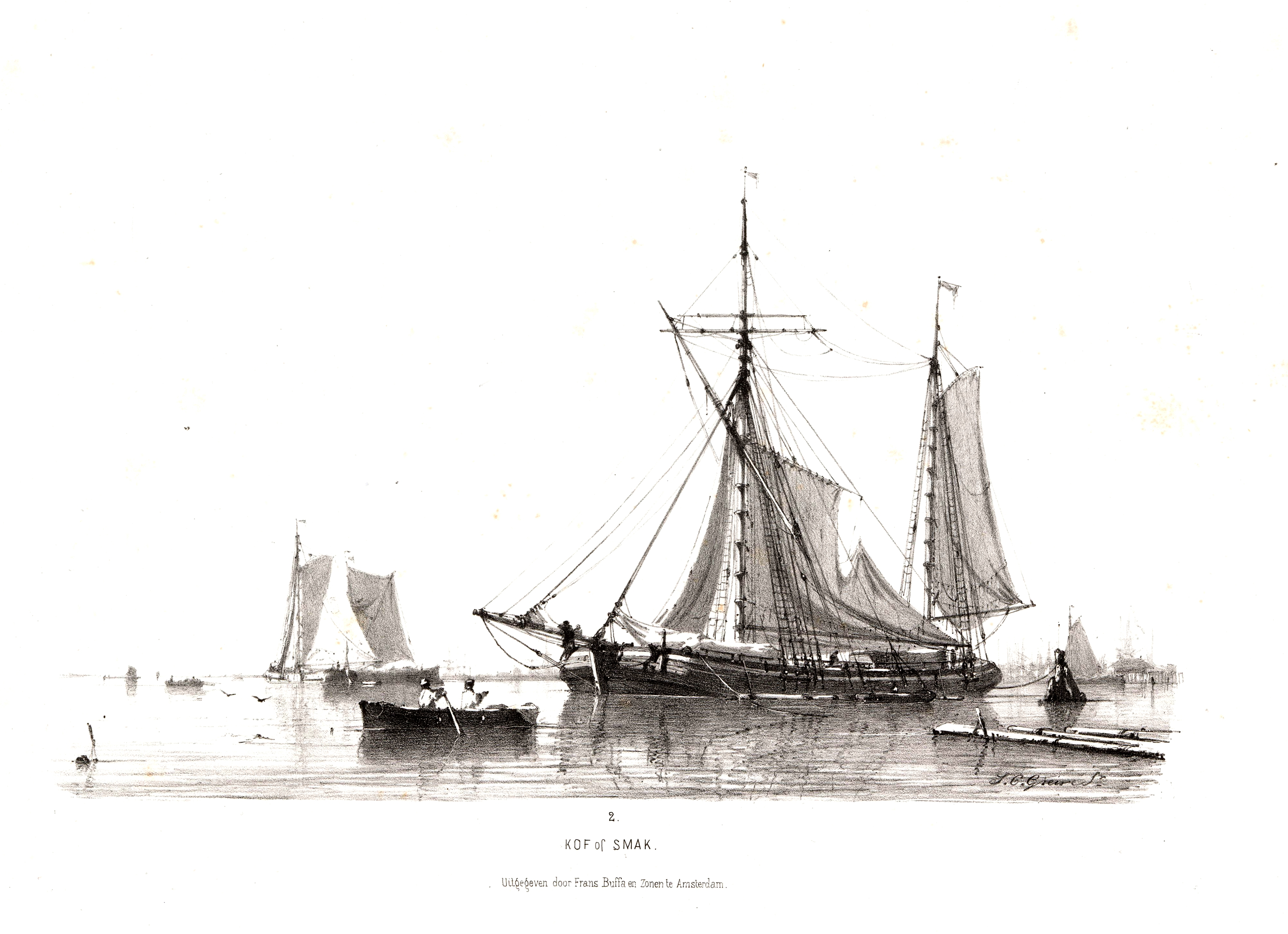
Tweemaster Kof of Smak
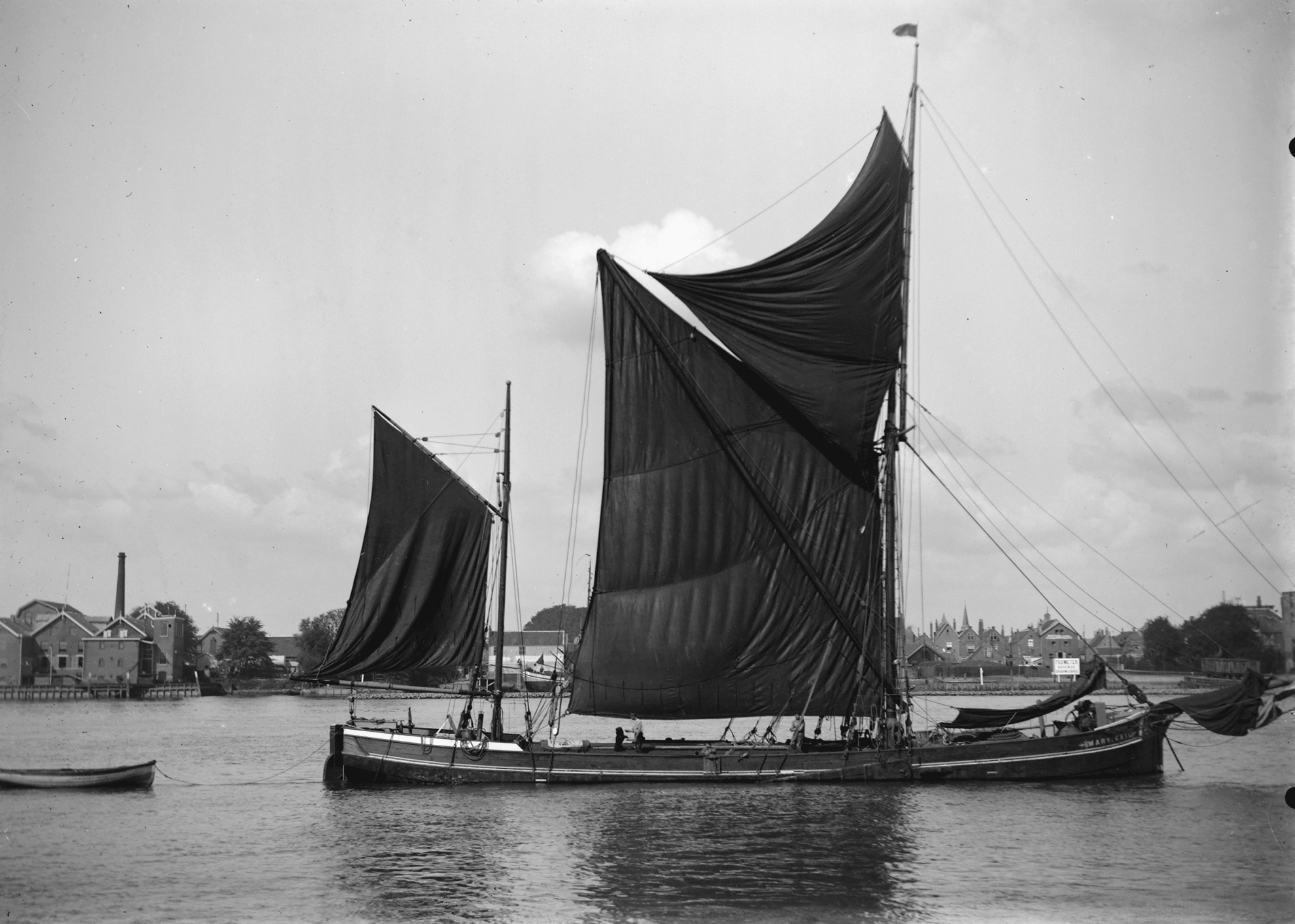
Klipper op de Oude Maas

## Trivia
Het schip met de meeste masten is bijvoorbeeld: de zevenmaster Thomas W. Lawson (schip, 1902)